# Мінкіна Наталія Сергіївна
Наталія Сергіївна Мінкіна (рос. Наталья Сергеевна Минкина; нар. 28 липня 1980) — російська футболістка, захисниця, тренерка.

## Життєпис
Пді час ігрової кар'єри виступала за різні клуби вищого дивізіону Росії — «Енергія» (Воронеж), «Енергетик-КМВ» (Кисловодськ), «Спартак» (Москва), СКА (Ростов-на-Дону), «Лада» (Тольятті), «Мордовочка» (Саранськ), «Дончанка» (Азов). 2004 року грала за казахстанський клуб «Алма-КТЖ», у його складі брала участь у матчах жіночої Ліги Європи.
Після закінчення кар'єри гравчині деякий час працювала дитячою тренеркою у Ростовській області, потім – асистенткою тренера білоруського клубу «Зірка-БДУ» (Мінськ). У 2017—2018 роках була головною тренеркою мінського клубу, під її керівництвом команда стала срібним (2017) та бронзовим (2018) призером чемпіонату Білорусі, фіналістом національного Кубка (2017) та володарем Суперкубку (2017).
Станом на 2019 рік працює тренеркою футзального клубу у Мінську. Має тренерську ліцензію категорії «B».